# Liste der Bischöfe von Teramo
Die folgenden Personen waren Bischöfe von Teramo (Italien):
- 601  Opportuno
- ?  Bonifatius
- ?  Lucius Aprutinus
- ?  Eleuterius
- ?  Benedictus
- ?  Gisulfus
- ?  Deodatus
- ?  Parmion Interamnensis
- Eraclius
- 798  Paolo Petito
- 804  Johannes I.
- 865  Adalbert
- 844  Sigismund
- 855  Geremia
- 874 oder 879  Johannes II.
- 887  Ruggiero I.
- ?  Johannes III.
- 948  Landolf
- 976  Pietro I.
- 990  Pietro II.
- 1000  Sansone
- 1046  Suiger
- 1056  Pietro III.
- 1086  Ugone
- 1100  Guido I.
- 1103  Uberto
- 1110  Heiliger Berardo
- 1123  Guido II.
- 1170  Dionisio
- 1174  Attone I.
- 1205  Sasso
- 1221  Attone II.
- 1229  Pietro IV.
- 1232  Silvestro
- 1236  Attone III.
- 1251  Matteo I.
- 1256  Riccardo
- 1260  Matteo II.
- 1267  Gentile da Solmona
- 1272  Rainaldo de Barili
- 1282  Ruggiero II.
- 1295  Francesco
- 1300  Rainaldo di Acquaviva
- 1317  Niccolò degli Arcioni
- 1357  Stefano di Teramo
- 1363  Pietro de Valle
- 1396  Corrado de’ Melatino
- 1407  Marino de Tocco
- 1410  Stefano di Carrara
- 1427  Benedetto Guidalotti
- 1429  Giacomo Cerretani
- 1441  Mansueto Sforza degli Attendoli
- 1443  Francesco Monaldeschi
- 1450  B. Antonio Fatati
- 1463  Giovanni Antonio Campano
- 1478  Pietro Minutolo
- 1479  Francesco de Perez
- 1489  Giovanni Battista Petrucci
- 1493  Filippo Porcelli
- 1517  Camillo Porzj
- 1522  Francesco Cherigatto
- 1539  Bartolomeo Kardinal Guidiccioni
- 1542  Bernardino Silverii-Piccolomini
- 1545  Giacomo Kardinal Savelli (Administrator)
- 1546  Giacomo Barba
- 1553  Giacomo Silverii-Piccolomini
- 1582  Giulio Ricci
- 1592  Vincenzo da Montesanto
- 1609  Giambattista Visconti
- 1639  Girolamo Figini-Oddi
- 1659  Angelo Mausoni
- 1665  Filippo Monti
- 1670  Giuseppe Armenj
- 1693  Leonardo Cassiani
- 1719  Giuseppe Riganti
- 1721  Francesco Maria Tansj
- 1724  Pietro Agostino Scorza
- 1731  Tommaso Alessio de’ Rossi
- 1749  Panfilo Antonio Mazzara
- 1766  Ignazio Andrea Sambiase
- 1777  Luigi Maria Pirelli
- 1803  Francesco Antonio Nanni, C.M.
- 1823  Giuseppe Maria Pezzella
- 1830  Alessandro Berrettini
- 1850  Pasquale Taccone
- 1859  Michele Milella, O.P.
- 1888  Francesco Trotta
- 1902  Alessandro Beniamino Zanecchia-Ginnetti, O.C.D.
- 1922  Settimio Quadraroli
- 1927–1944  Antonio Micozzi
- 1945–1951  Gilla Vincenzo Gremigni MSC, dann Bischof von Novara
- 1952–1967  Amilcare Stanislao Battistelli, C.P.
- 1967–1988  Abele Conigli
- 1988–2002  Antonio Nuzzi
- 2002–2005  Vincenzo D’Addario
- 2006–2017  Michele Seccia, dann Erzbischof von Lecce
- seit 2017  Lorenzo Leuzzi